# Štifterův Pomník
Štifterův Pomník är ett monument i Tjeckien. Det ligger i den sydvästra delen av landet, 150 km söder om huvudstaden Prag. Štifterův Pomník ligger 1 266 meter över havet.
Terrängen runt Štifterův Pomník är huvudsakligen kuperad. Štifterův Pomník ligger uppe på en höjd.Runt Štifterův Pomník är det ganska tätbefolkat, med 70 invånare per kvadratkilometer. Närmaste större samhälle är Volary, 14,2 km norr om Štifterův Pomník. I omgivningarna runt Štifterův Pomník växer i huvudsak blandskog.